# Karl Kihn

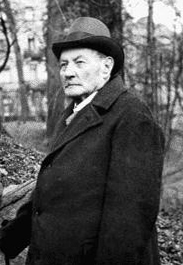
Karl Kihn

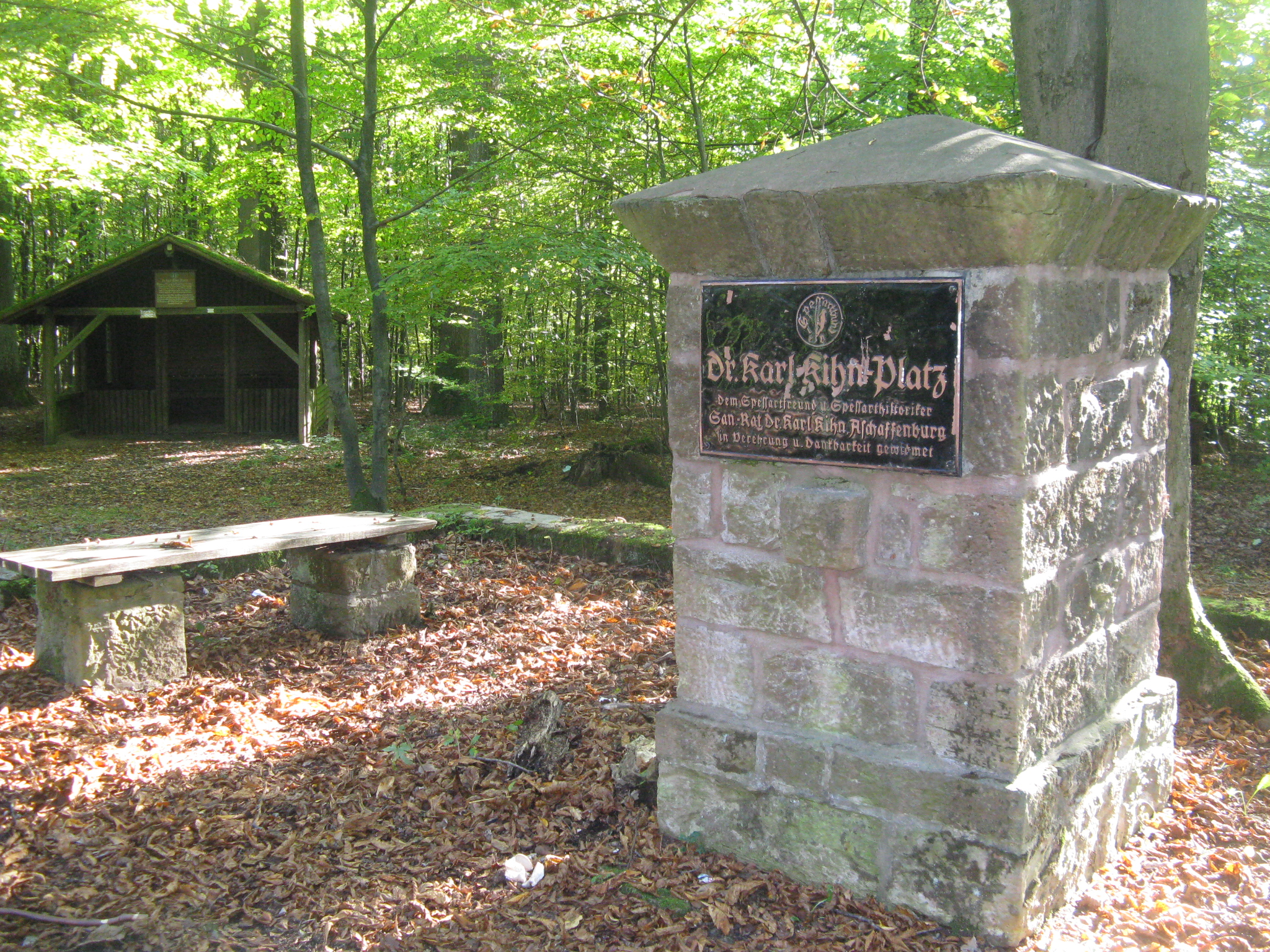
Denkmal für Karl-Kihn an der Kreuzung Eselsweg und Birkenhainer Straße im Spessart

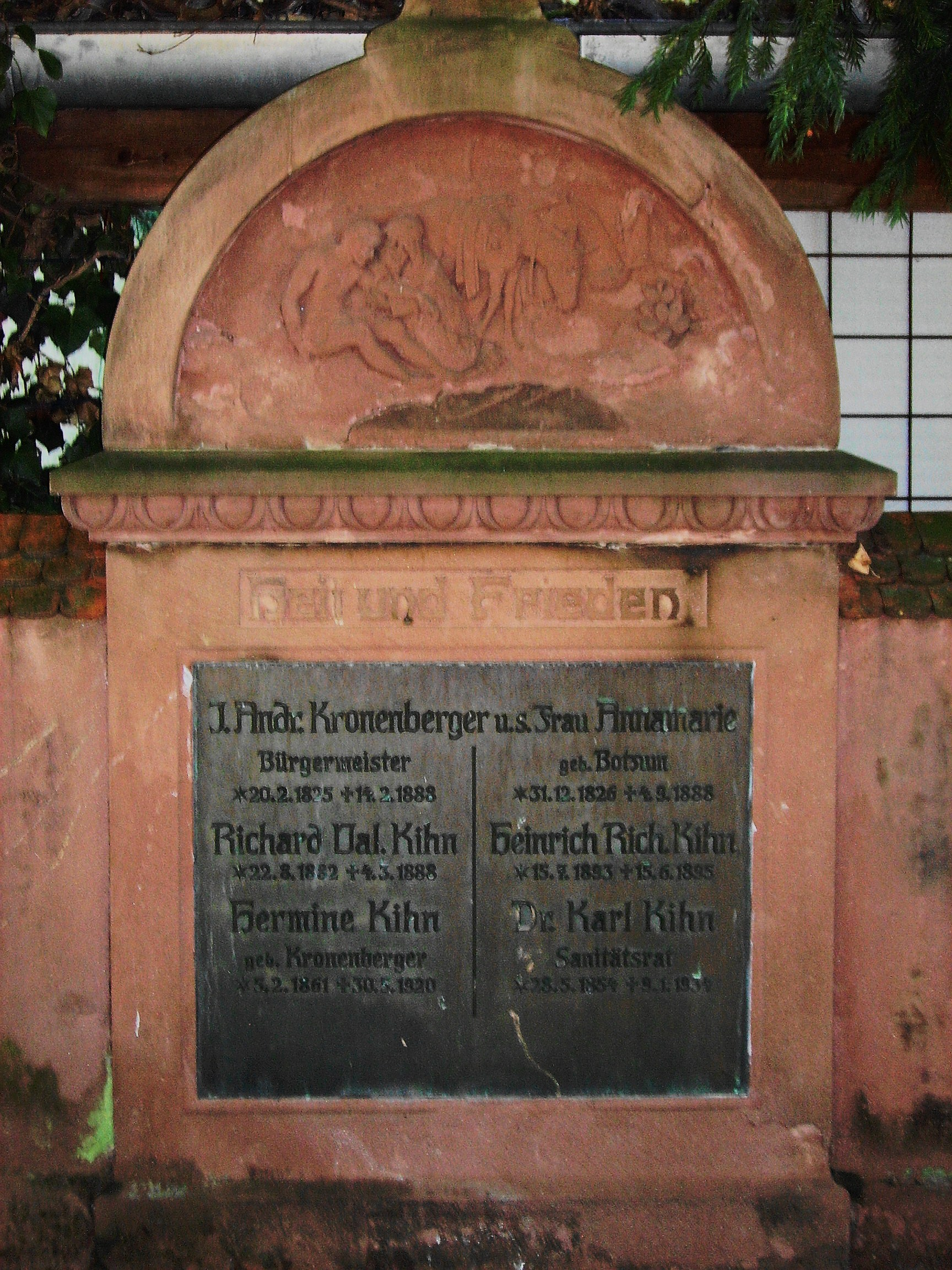
Grab von Karl Kihn

Karl Kihn (* 28. Mai 1854 in Michelbach; † 9. Januar 1934 in Aschaffenburg) war ein deutscher Arzt und Geschichts- und Heimatforscher. Er gilt als einer der Pioniere bei der Erschließung des Spessarts als Kulturlandschaft.

## Werdegang
Seine Wiege stand in der Brückenmühle, der traditionsreichsten der fünf Mühlen in Michelbach. Sein Vater, Valentin Kihn, war nicht nur der bedeutendste Müller in der ganzen Umgebung, sondern auch ein Mann, der die wirtschaftlichen und sozialen Nöte der Bevölkerung im Spessart erkannt hatte. In den 1870er Jahren trat er als bayerischer Landtagsabgeordneter mit Nachdruck für die Erschließung des Spessarts durch Verbesserung der Verkehrsverhältnisse ein. Ihm verdankt die Bahnstrecke Kahl–Schöllkrippen ihr Entstehen, deren Eröffnung er noch miterlebte.
Nach seiner Gymnasialzeit in Eichstätt studierte Karl Medizin in Würzburg, München und Prag, wo er zum Dr. med. promoviert wurde. Seit dem Studium war er Mitglied der katholischen Studentenverbindungen KDStV Markomannia Würzburg und KDStV Aenania München. Ab 1880 praktizierte er als erster Arzt in Großauheim (Sanitätsrat), später ließ er sich in Aschaffenburg nieder.
Noch als Student gründete er 1876 mit dem Freigerichter Bund, dessen Vorsitz er von 1920 bis 1925 führte, den ältesten Wanderverein im Spessart. Auf sein Betreiben hin wurden 1913 alle Wandervereine der Region im Spessartbund zusammengeführt. Dort machte Kihn sich in besonderer Weise um den Tourismus in der Region verdient. Zur Erschließung des Höhenzugs initiierte er die Anlage guter Wanderwege und deren Markierung. 1880 legte er den Grundstein für den unter der Schirmherrschaft des bayerischen Königs Ludwig II. erbauten Ludwigsturm auf dem Hahnenkamm und verfasste 1886 den ersten Reiseführer für das Freigericht. Später entstand auch ein Reiseführer (Grieben) für den Spessart, nachdem er zuvor bereits die grundlegenden Arbeiten zur Inventarisierung der Naturdenkmäler in der Region geleistet hatte. Dies brachte ihm den Beinamen „Spessartvater“ ein, ein Zeichen des Dankes und der Anerkennung, die ihm große Teile der Bevölkerung entgegenbrachten.
1904 war Kihn Gründungsmitglied des Geschichtsvereins Aschaffenburg und dessen 1. Vorsitzender von 1904 bis 1908 und nochmals von 1916 bis 1919. Im Jahre 1906 war er Mitbegründer der heimatkundlichen Zeitschrift Spessart.
Karl Kihn war mit Hermine Kronenberger, Bürgermeisterstochter aus Großauheim verheiratet, die ihm sechs Kinder schenkte, von denen allerdings schon zwei früh verstarben. Eines seiner Kinder war der spätere CSU-Bundestagsabgeordnete Karl Alfred Kihn.
Karl Kihn starb im achtzigsten Lebensjahr und wurde auf dem Alten Friedhof in Großauheim bestattet. Seine private medizinische Fachbibliothek vermachte er dem Germanischen Nationalmuseum in Nürnberg.
Seine Enkelin war die Rechtsanwältin Gisela Kihn-Meschkat. U.a. Strafverteidigerin von Kazem Darabi im Mykonos Prozess.

## Ehrungen
- Ehrenvorsitzender und Ehrenmitglied des Spessartbundes (Auszeichnung auf dem Bundesfest auf der Geishöhe 1925)
- Der Spessartbund errichtete zu seinen Ehren im Jahre 1932 an der Kreuzung der Altstraßen Eselsweg und Birkenhainer Straße den Dr.-Kihn-Platz mit einem großen Buntsandsteindenkmal.
- Ehrenmitglied des Verbands Deutscher Gebirgs- und Wandervereine und Überreichung der goldenen Verbandsnadel in Frankfurt (1933)
- In Aschaffenburg[5] und Großauheim wurde eine Straße nach ihm benannt.[6]

## Quelle
- Informationstafel Am Sülzert. Europäischer Kulturweg 3 – Vom Ringwall zum Landsitz. in Michelbach